# 尼古拉河

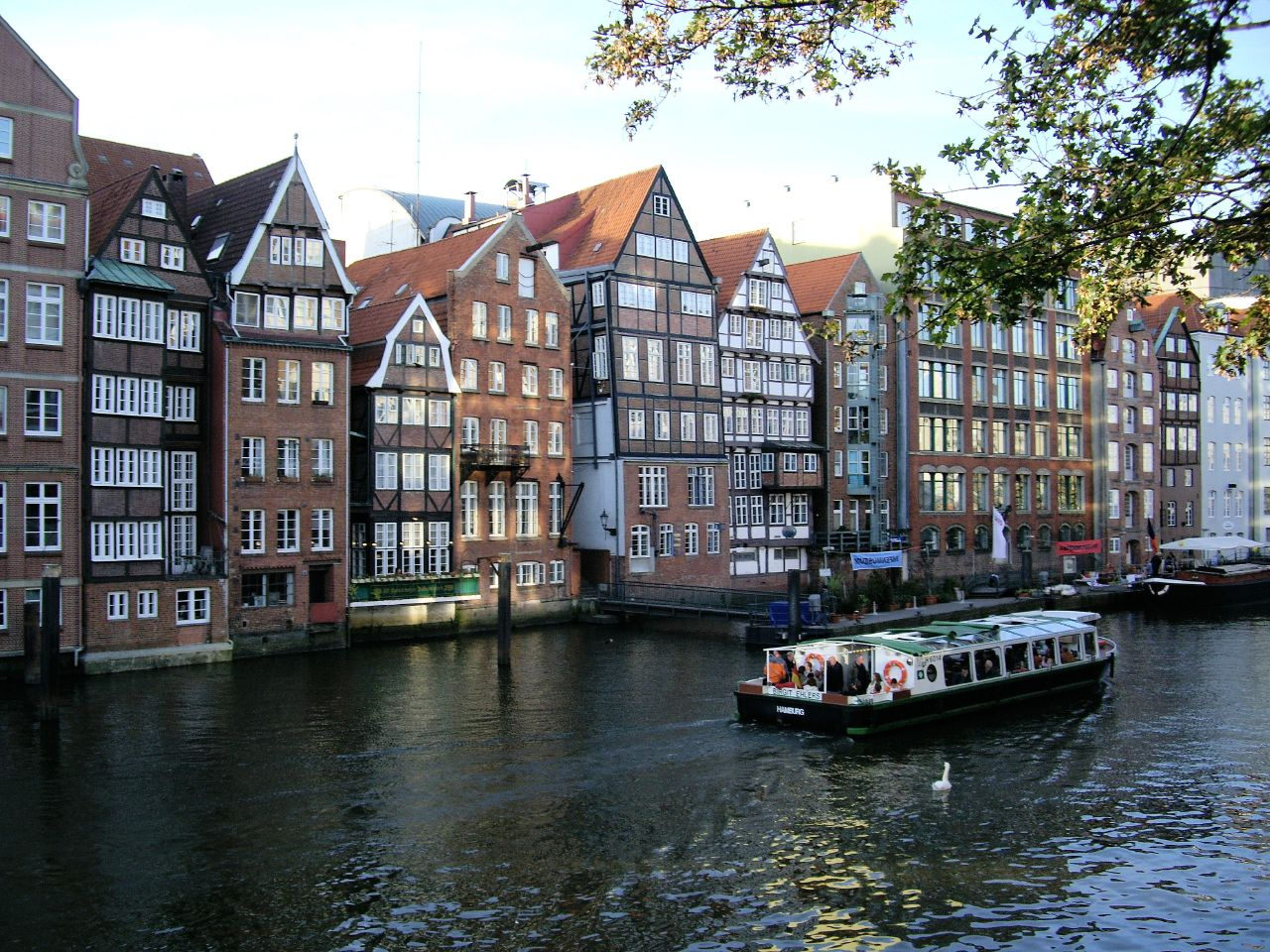

尼古拉河（Nikolaifleet）是汉堡旧城的一条运河，原是阿尔斯特河的一条支流。它将克雷蒙岛与大陆隔开。在1188年首次见于记载，尼古拉河被认为是汉堡港最古老的部分之一。
尼古拉河靠近堤坝大街（Deichstraße），是一个受欢迎的旅游景点。